# Svante Pääbo
Svante Pääbo (Stoccolma, 20 aprile 1955) è un biologo e genetista svedese.
È ritenuto uno dei fondatori della paleogenetica. Nel 2022 gli è stato conferito il premio Nobel per la medicina.

## Biografia
Nato dalla relazione extraconiugale tra Sune Bergström (vincitore del premio Nobel per la medicina insieme a Bengt I. Samuelsson e John R. Vane nel 1982) e la chimica estone Karin Pääbo, ha assunto il cognome di quest’ultima.
Ha conseguito il dottorato di ricerca in biologia all'Università di Uppsala nel 1986. Dal 1997 dirige il dipartimento di genetica del Max Planck Institute di Lipsia, in Germania.

## Attività di ricerca
Dopo aver studiato storia della scienza ed egittologia a Uppsala, si dedica alla medicina.
Il suo nascente interesse per la biologia molecolare lo porta a esaminare per primo il DNA di mummie egizie, nonché nel 1993 di Otzi, l'uomo preistorico ritrovato in un ghiacciaio in Tirolo nel 1991.
Il dipartimento diretto da Pääbo pubblicò nell'agosto 2002 un importante studio sul gene del linguaggio FOXP2, che si scoprì mancante o danneggiato in individui con disabilità linguistiche.
Nel 2006 annunciò di avere in programma la ricostruzione dell'intero patrimonio genetico dell'uomo di Neanderthal. Nel 2007, Pääbo fu nominato dalla rivista TIME tra le 100 persone più influenti al mondo.
Nel febbraio 2009, all'incontro annuale dell'American Association for the Advancement of Science (AAAS), fu annunciato che il Max Planck Institute aveva completato la prima versione del genoma dei Neanderthal. Oltre 3 miliardi di coppie di geni erano state selezionate in collaborazione con la 454 Life Sciences. Questo progetto, coordinato da Pääbo, dovrebbe gettare nuova luce sull'evoluzione del genere umano.
Nel marzo 2010, Pääbo e i suoi collaboratori pubblicarono un report sull'analisi del DNA ricavato da un osso trovato nella grotta di Denisova in Siberia; il risultato era che si trattava di una specie di Homo non ancora conosciuta, l'Homo di Denisova.
Nel maggio 2010, Pääbo e i suoi colleghi pubblicarono una sequenza sperimentale del genoma dei Neanderthal sulla rivista Science, per il quale il biologo e il suo team avevano ipotizzato una parentela tra gli uomini di Neanderthal e gli eurasiatici (ma non gli africani). La comunità scientifica dà via via sempre più credito a questa teoria, nonostante lo scetticismo di una parte della comunità degli archeologi.

## Opere
- Ancient DNA, in Scientific American, vol. 269, n. 5, novembre 1993,  pp. 60–66.
- Origin of Humankind, Mitocondrial DNA sequences from extinct humans problems and prospects, Amsterdam, M. Alonsi, 2000,  p. 13. 1
- Neanderthal Man: In Search of Lost Genomes, New York, Basic Books, 2014, ISBN 978-0-465-02083-6.
  -  L'uomo di Neanderthal. Alla ricerca dei genomi perduti, traduzione di Daniele A. Gewurz, Torino, Giulio Einaudi editore, 2014, ISBN 978-88-06-20566-9.

## Premi

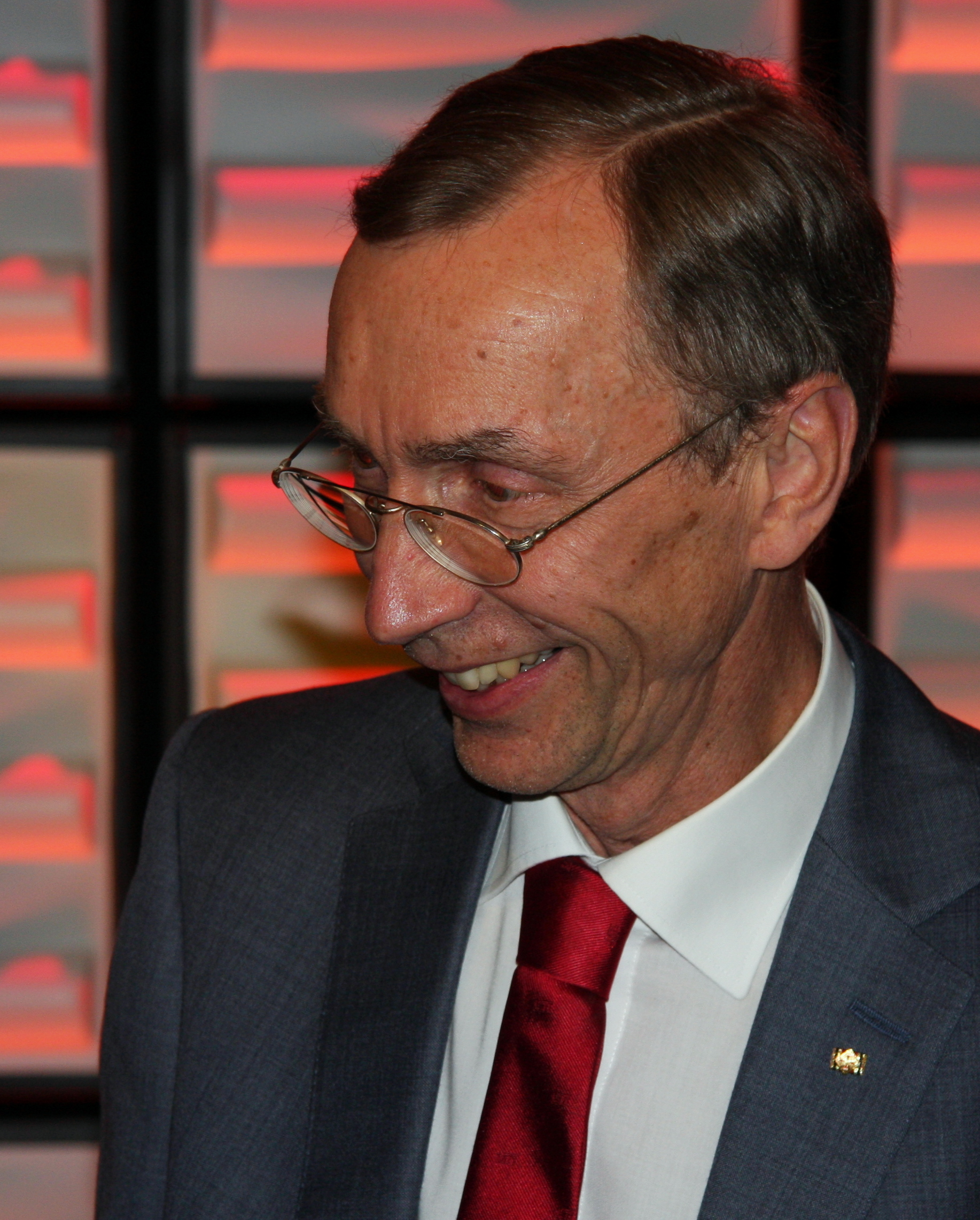
Pääbo nel 2014

Nel 1992 ha ricevuto il premio Leibniz della Deutsche Forschungsgemeinschaft, che è la più alta onorificenza scientifica tedesca. Pääbo fu altresì eletto presso l'Accademia reale svedese delle scienze nel 2000. Nell'ottobre 2009 la Foundation for the Future annunciò l'assegnazione a Pääbo del premio Kistler per il suo lavoro sul DNA arcaico, iniziato nel 1984 su una mummia di 2400 anni fa. Nel giugno 2010 la Federation of European Biochemical Societies gli conferì la Theodor Bücher Medal per i successi nell'ambito della biochimica e della biologia molecolare.
Nel 2022 gli viene conferito il premio Nobel per la medicina «per le sue scoperte sul genoma degli ominidi e sull'evoluzione umana».